# Cedrol
Cedrol es un sesquiterpeno de alcohol que se encuentra en el aceite esencial de coníferas (aceite de cedro), especialmente en los géneros Cupressus (Ciprés) y Juniperus (enebro). También se ha identificado en Origanum onites, una planta relacionada con el orégano. Sus principales usos son en la química de los compuestos del aroma. Constituye alrededor del 19% de aceite de cedro de Texas y el 15,8% de aceite de cedro de Virginia.
Cedrol tiene propiedades tóxicas y posiblemente cancerígenas.

## Verf también
- Cedreno, otro componente del aceite de cedro.